# Alpen-Wimperfarn
Der Alpen-Wimperfarn (Woodsia alpina) ist eine Pflanzenart aus der Gattung der Wimperfarne (Woodsia) innerhalb der Familie der Wimperfarngewächse (Woodsiaceae).

## Beschreibung

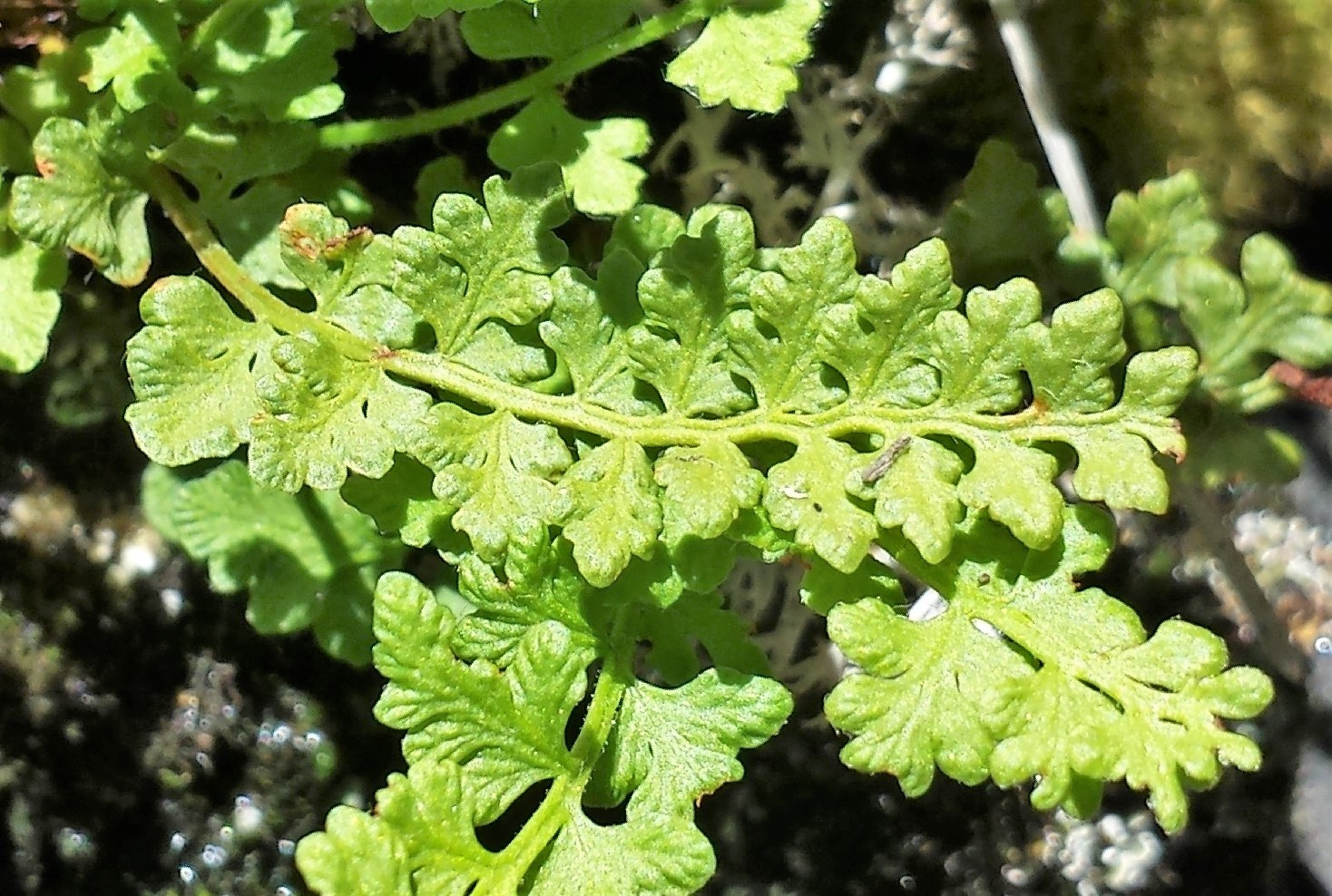
Wedel

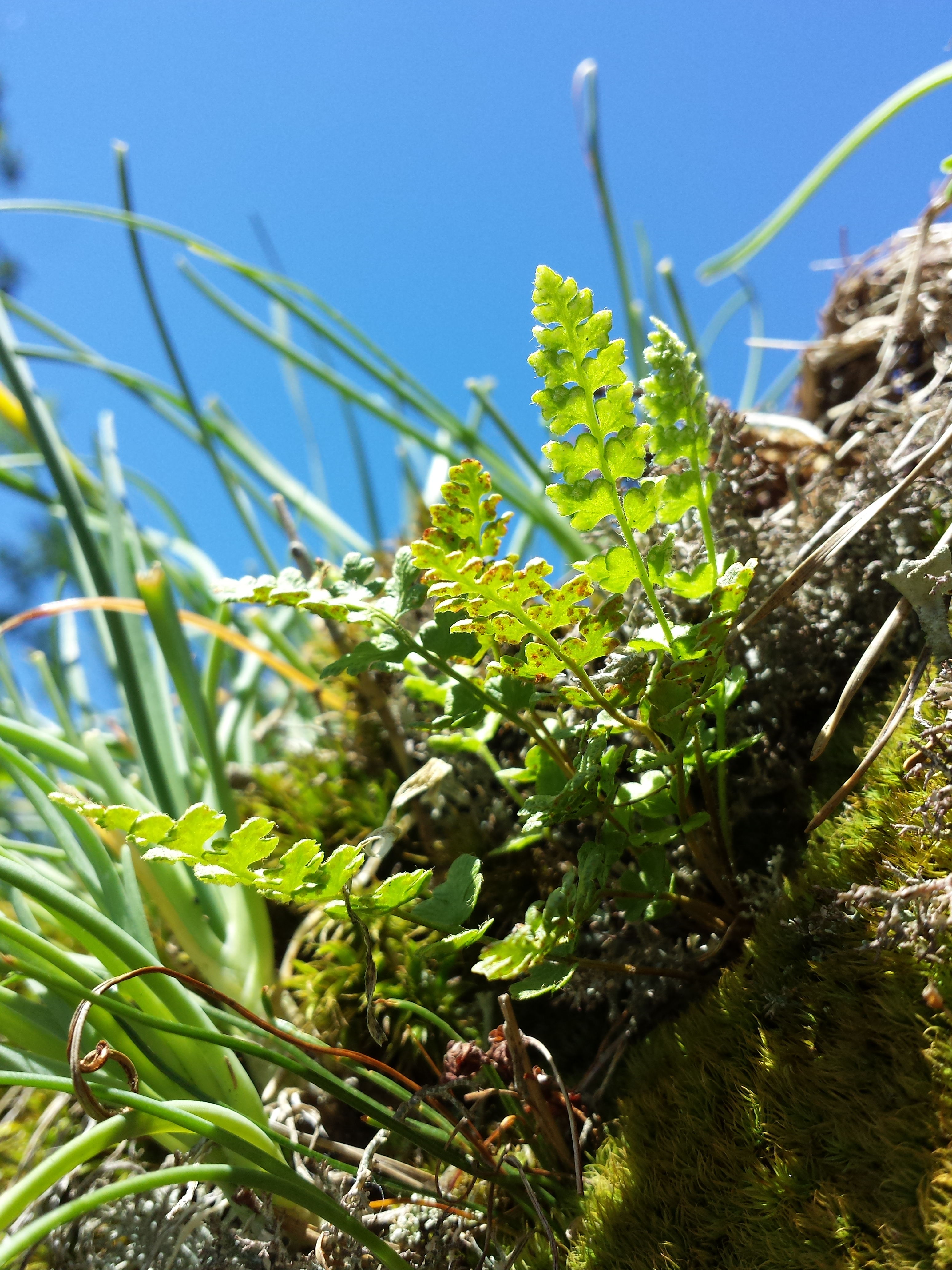
Habitus im Habitat in Niederösterreich

Der Alpen-Wimperfarn ist eine ausdauernde krautige Pflanze, die Wuchshöhen von 5 bis 20 Zentimetern erreicht. Die einfach gefiederten Wedel sind 2 bis 17 Zentimeter lang und 1 bis 2 Zentimeter breit. Der Wedelstiel ist 1 bis 7 Zentimeter lang und kürzer als die Spreite und oberhalb des Grunds bräunlich. Er ist spärlich spreuschuppig. Die Spreite ist schmal lanzettlich, gelbgrün und unterseits wie die Spindel spärlich spreuschuppig. Die Spreite ist anfangs zerstreut behaart und später verkahlend. Sie besteht auf jeder Seite aus 7 bis 14 Fiedern. Die unteren Fiedern sind rundlich bis dreieckig-eiförmig, die folgenden sind derieckig-eiförmig bis eiförmig-länglich. Die Fiedern bestehen beiderseits aus ein bis vier Fiederchen oder sind nur gelappt. Die Fiederchen sind 1-mal bis 1,5-mal so lang wie breit. Sie sind ganzrandig oder wellenförmig geschweift.
Die Sori sind rund, der Schleier ist bis zum Grund in haarförmige Fransen zerschlitzt und täuscht so eine Behaarung der Fiederchen vor.
Die Sporenreifezeit ist Juli bis September.
Die Chromosomenzahl beträgt 2n = 164. Die Art ist entstanden aus Woodsia ilvensis x Woodsia pulchella.

## Vorkommen
Der Alpen-Wimperfarn ist in den subarktischen bis gemäßigten Gebieten der nördlichen Halbkugel verbreitet. In Europa kommt er in zahlreichen Ländern vor und fehlt nur in Portugal, Irland, Belgien, den Niederlanden, Dänemark, im Baltikum und auf der Balkanhalbinsel. Er gedeiht in Pflanzengesellschaften des Verbands Silikat-Felsflur (Androsacion vandellii) an basenreichen aber kalkarmen Felsen. Er steigt in Gebirgen bis 2600 Meter Meereshöhe auf.
In Deutschland kommt er nur an der Höfats im Allgäu vor. Er ist durch die BArtSchV geschützt.
Die ökologischen Zeigerwerte nach Landolt et al. 2010 sind in der Schweiz: Feuchtezahl F = 3+ (feucht), Lichtzahl L = 3 (halbschattig), Reaktionszahl R = 2 (sauer), Temperaturzahl T = 1+ (unter-alpin, supra-subalpin und ober-subalpin), Nährstoffzahl N = 2 (nährstoffarm), Kontinentalitätszahl K = 3 (subozeanisch bis subkontinental).

## Taxonomie
Die Erstveröffentlichung erfolgte 1790 unter dem Namen (Basionym) Acrostichum alpinum durch James Bolton in Filices Britannicae, Band 2, S. 76. Die Neukombination zu Woodsia alpina  (Bolt.) Gray wurde 1821 durch Samuel Frederick Gray in A natural arrangement of British plants, Band 2, S. 17 veröffentlicht. Synonyme für Woodsia alpina (Bolt.) Gray sind: Ceterach alpinum (Bolton) DC., Woodsia hyperborea (Lilj.) R.Br., Woodsia himalaica Ching & S.K.Wu.